# Pholeoaphodius peckorum
Pholeoaphodius peckorum är en skalbaggsart som beskrevs av S. Endrödi 1982. Pholeoaphodius peckorum ingår i släktet Pholeoaphodius och familjen Aphodiidae. Inga underarter finns listade i Catalogue of Life.